# New York Stadium
New York Stadium – stadion piłkarski w Rotherham, Anglia. 
Pierwsze ligowe spotkanie miało miejsce 18 sierpnia 2012 roku. Gospodarze pokonali Burton Albion 3-0. Pierwszą oficjalną bramkę zdobył Daniel Nardiello.